# Augusto I di Sassonia
Augusto I di Sassonia (Freiberg, 31 luglio 1526 – Dresda, 11 febbraio 1586) fu Principe elettore di Sassonia della Casata di Wettin.

## Biografia

### I primi anni
Augusto nacque a Freiberg, figlio più giovane e terzo (ma secondo sopravvissuto) dei figli di Enrico IV di Sassonia e di Caterina di Meclemburgo. Egli proseguì la linea Albertina dei Wettin. Nato luterano, ricevette un'ottima educazione ed ebbe occasione di studiare all'Università di Lipsia.
Quando il Duca Enrico morì nel 1541, egli ritenne che le proprie terre dovessero essere divise in modo eguale tra i suoi due figli; ma questo andava contro le leggi della linea Albertina e come tale il Ducato passò intatto al figlio maggiore, Maurizio. Augusto, comunque, rimase in rapporti amichevoli con il fratello ma, non essendo necessaria la sua presenza nel Ducato, trascorse la maggior parte del suo tempo alla corte di Ferdinando I d'Asburgo a Vienna.
Nel 1544 Maurizio assicurò al fratello l'appannaggio del Vescovato di Merseburg; ma Augusto era molto stravagante e tornò alla corte di Dresda. Egli sostenne il fratello durante la guerra della Lega Smalcaldica, e nella politica che portò l'elettorato da Giovanni Federico I, il capo della casata della linea Ernestina dei Wettin, a Maurizio.
A Torgau, il 7 ottobre 1548 Augusto sposò Anna di Danimarca, figlia del Re Cristiano III di Danimarca e di Dorotea di Sassonia-Lauenburg. La coppia prese residenza stabile a Weißenfels ed ebbe quindici figli.
Ma poco dopo il matrimonio, Augusto desiderò una posizione migliore nel suo ruolo nella casata. Il risultato fu che Maurizio fu molto più generoso con il fratello, che venne fu Reggente di Sassonia nel 1552 durante l'assenza dell'elettore. Augusto compì un viaggio in Danimarca quando, alla morte di Maurizio, nel luglio 1553, divenne elettore di Sassonia.

### Elettore di Sassonia
La prima preoccupazione del nuovo elettore fu quella di precisare la sua posizione. Questo obbiettivo era stato assicurato da un trattato firmato a Naumburg nel febbraio 1554, quando, in cambio dei diritti su Altenburg e altre terre, Giovanni Federico riconobbe Augusto come Elettore di Sassonia. L'Elettore, comunque, si sentì continuamente braccato in quanto pensava che la linea Ernestina lo volesse scalzare dalla propria posizione, e tutta la sua politica venne contraddistinta da questo timore.
Nella politica dell'impero Augusto agì secondo due princìpi fondamentali: coltivare una salda amicizia con gli Asburgo e mantenere la pace tra le due fazioni religiose. A questa politica potrebbe essere affiancato il suo interesse nelle questioni religione come con la Pace di Augsburg nel 1555, il suo tortuoso cammino alla Dieta di Augsburg undici anni dopo e il suo tentativo di venire incontro alle esigenze dei calvinisti. La sua politica di pax religiosa fu sancita da un'accurata politica matrimoniale che vide sua nipote Anna sposa del Cattolico Guglielmo d'Orange, al tempo in cui l'Olanda era vassalla degli Asburgo, nel 1561.
Un solo avventimento aveva rischiato di rompere l'alleanza tra Austria e Sassonia. Nel 1568 venne organizzato il matrimonio tra Giovanni Casimiro, figlio dell'Elettore Palatino Federico III, ed Elisabetta, figlia di Augusto, e per un certo tempo parve che quest'ultimo volesse sostenere il genero nell'organizzare una rivolta anti-austriaca nei Paesi Bassi. Augusto entrò inoltre in contatto con gruppi ugonotti; ma la sua preparazione in politica estera, causò presto la sua caduta in disgrazia presso l'Elettore Palatino.

### Politica religiosa
L'ostilità tra Albertini ed Ernestini diede molti problemi ad Augusto. Un pretendente di nome Matthias Flacius pretese una posizione d'influenza sulla famiglia ducale. Costui cercò di ostacolare Augusto, spingendo il Duca Giovanni Federico a far valere i propri diritti sull'Elettorato di Sassonia. Associato a Flacius si trovava un cavaliere, Guglielmo di Grumbach, che, non soddisfatto delle sole parole, cercò con la forza di deporre Augusto. Dopo molti diverbi Grumbach e il suo protettore, Giovanni Federico, vennero posti sotto bando imperiale, e Augusto venne reintegrato nella propria posizione. La sua campagna nel 1567 fu breve e di grande successo. Giovanni Federico si arrese e passò il resto della propria vita in prigione sino alla morte avvenuta nel 1595; Grumbach venne catturato e giustiziato.
Nel 1576 si oppose alla proposta dei principi tedeschi protestanti di non partecipare alle guerre contro l'Impero Ottomano, continuando a supportare gli Asburgo.

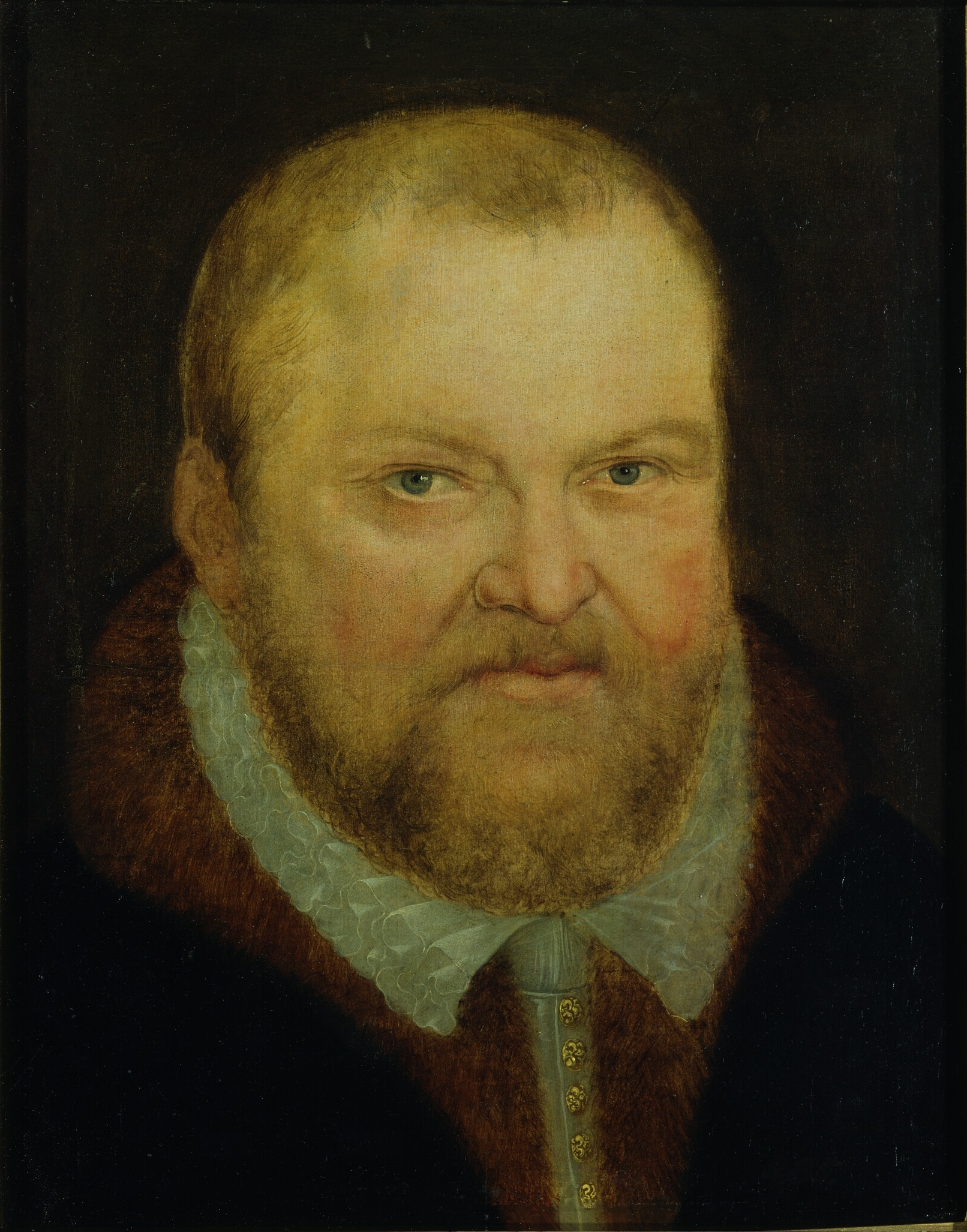
Augusto I di Sassonia ritratto da Lucas Cranach il Giovane

### L'espansione del territorio
L'elettore trascorse gran parte del suo tempo nel tentativo di estendere i domini paterni. Nel 1573 divenne tutore di Giovanni Guglielmo di Sassonia-Weimar, e la sua capacità fu tale da consentirgli di annettere Henneberg all'Elettorato di Sassonia. La sua domanda di denaro, gli consentì di prendere il sopravvento sugli stati a lui vicini, e secondo questa linea si assicuro il Vogtland e la regione di Mansfeld. Nel 1555 aveva proposto una nomina per il Vescovato di Meißen, nel 1561 aveva assicurato l'elezione del proprio figlio Alessandro a Vescovo di Merseburg, e tre anni più tardi a Vescovo di Naumburg; e quando questo principe morì nel 1565 questi vescovati passarono sotto il diretto controllo di Augusto.
Come governante fu illuminato ed attento alle questioni economiche. Egli favorì il commercio ed incoraggiò gli emigranti delle Fiandre a stabilirsi nella propria regione, migliorando il sistema stradale, regolando la coniazione di monete ed inaugurando il primo sistema postale. Egli era soprattutto interessato a promuovere l'agricoltura, e rinnovò la città di Dresda con nuove costruzioni di straordinaria bellezza. Le sue leggi furono giuste e numerose. La costituzione del 1572 fu uno dei suoi prodotti, e con questa governò la chiesa, le università e la polizia, migliorando l'amministrazione della giustizia, ed il sistema fiscale divenne più equo.

### Gli ultimi anni
Il 1º ottobre 1585 l'Elettrice Anna morì. Tre mesi dopo, il 3 gennaio 1586, nella città di Dessau, Augusto si sposò in seconde nozze con Agnese Edvige, figlia del Principe Gioacchino Ernesto. La sposa era appena tredicenne; il marito, aveva quasi sessant'anni. Augusto morì un mese dopo questo suo nuovo matrimonio, e venne sepolto nella Cattedrale di Freiberg. L'unico suo figlio sopravvissuto, Cristiano I, fu il suo successore.

## Matrimoni e successioni
Augusto I di Sassonia sposò in prime nozze Anna di Danimarca (1532 – 1585) dalla quale ebbe 15 figli:
- Giovanni Enrico (Weißenfels, 5 maggio 1550 – ivi, 12 novembre 1550);
- Eleonora (Wolkenstein, 11 ottobre 1551 – ivi, 24 aprile 1553);
- Elisabetta (Wolkenstein, 18 ottobre 1552 – ivi, 2 aprile 1590), andata sposa a Giovanni Casimiro del Palatinato-Simmern (1543 – 1592);
- Alessandro (Dresda, 21 febbraio 1554 – ivi, 8 ottobre 1565);
- Magnus (Dresda, 24 settembre 1555 – ivi, 6 novembre 1558);
- Gioacchino (Dresda, 3 maggio 1557 – ivi, 21 novembre 1557);
- Ettore (Dresda, 7 ottobre 1558 – ivi, 4 aprile 1560);
- Cristiano (Dresda, 29 ottobre 1560 – ivi, 25 settembre 1591), successore del padre come Principe Elettore;
- Maria (Torgau, 8 marzo 1562 – ivi, 6 gennaio 1566);
- Dorotea (Dresda, 4 ottobre 1563 – Wolfenbüttel, 13 febbraio 1587), andata sposa a Enrico Giulio di Brunswick-Lüneburg (1564 – 1613);
- Amalia (Dresda, 28 gennaio 1565 – ivi, 2 luglio 1565);
- Anna (Dresda, 16 gennaio 1567 – Coburgo, 27 gennaio 1613), andata sposa nel 1586 a Giovanni Casimiro di Sassonia-Coburgo;
- Augusto (Dresda, 23 ottobre 1569 – ivi, 12 febbraio 1570);
- Adolfo (Stolpen, 8 agosto 1571 – Dresda, 12 marzo 1572);
- Federico (Annaburg, 18 giugno 1575 – ivi, 24 gennaio 1577).

Dalla seconda moglie, Agnese Edvige di Anhalt, non ebbe figli.

## Ascendenza
|                                          |                                         |                                           | Genitori                                                 |  |  | Nonni |  |  | Bisnonni                                   |  |  | Trisnonni                                 |  |
|                                          |                                         |                                           |                                                          |  |  |       |  |  | Federico II, principe elettore di Sassonia |  |  | Federico I, principe elettore di Sassonia |  |
|                                          |                                         |                                           |                                                          |  |  |       |  |  | Federico II, principe elettore di Sassonia |  |  | Federico I, principe elettore di Sassonia |  |
|                                          |                                         | Caterina di Brunswick-Lüneburg            |                                                          |  |  |       |  |  | Federico II, principe elettore di Sassonia |  |  |                                           |  |
| Alberto III, duca di Sassonia            |                                         |                                           |                                                          |  |  |       |  |  | Federico II, principe elettore di Sassonia |  |  |                                           |  |
|                                          |                                         | Margherita d'Asburgo                      | Ernesto I d'Asburgo, duca di Stiria, Carinzia e Carniola |  |  |       |  |  |                                            |  |  |                                           |  |
|                                          |                                         | Margherita d'Asburgo                      | Ernesto I d'Asburgo, duca di Stiria, Carinzia e Carniola |  |  |       |  |  |                                            |  |  |                                           |  |
|                                          |                                         | Margherita d'Asburgo                      | Cimburga di Masovia                                      |  |  |       |  |  |                                            |  |  |                                           |  |
| Enrico IV, duca di Sassonia              |                                         | Margherita d'Asburgo                      |                                                          |  |  |       |  |  |                                            |  |  |                                           |  |
|                                          |                                         | Giorgio, re di Boemia                     | Vittorino I di Poděbrady                                 |  |  |       |  |  |                                            |  |  |                                           |  |
|                                          |                                         | Giorgio, re di Boemia                     | Vittorino I di Poděbrady                                 |  |  |       |  |  |                                            |  |  |                                           |  |
|                                          |                                         | Giorgio, re di Boemia                     | Anna di Wartenberg                                       |  |  |       |  |  |                                            |  |  |                                           |  |
| Sidonia di Boemia                        |                                         | Giorgio, re di Boemia                     |                                                          |  |  |       |  |  |                                            |  |  |                                           |  |
|                                          |                                         | Cunegonda di Sternberg                    | Smilo di Sternberg                                       |  |  |       |  |  |                                            |  |  |                                           |  |
|                                          |                                         | Cunegonda di Sternberg                    | Smilo di Sternberg                                       |  |  |       |  |  |                                            |  |  |                                           |  |
|                                          |                                         | Cunegonda di Sternberg                    | Barbara di Pardubice                                     |  |  |       |  |  |                                            |  |  |                                           |  |
| Augusto I, principe elettore di Sassonia |                                         | Cunegonda di Sternberg                    |                                                          |  |  |       |  |  |                                            |  |  |                                           |  |
|                                          | Enrico IV, duca di Meclemburgo-Schwerin | Giovanni IV, duca di Meclemburgo-Schwerin |                                                          |  |  |       |  |  |                                            |  |  |                                           |  |
|                                          | Enrico IV, duca di Meclemburgo-Schwerin | Giovanni IV, duca di Meclemburgo-Schwerin |                                                          |  |  |       |  |  |                                            |  |  |                                           |  |
|                                          | Enrico IV, duca di Meclemburgo-Schwerin | Caterina di Sassonia-Lauenburg            |                                                          |  |  |       |  |  |                                            |  |  |                                           |  |
| Magnus II, duca di Meclemburgo-Schwerin  | Enrico IV, duca di Meclemburgo-Schwerin |                                           |                                                          |  |  |       |  |  |                                            |  |  |                                           |  |
|                                          |                                         | Dorotea di Brandeburgo                    | Federico I, principe elettore di Brandeburgo             |  |  |       |  |  |                                            |  |  |                                           |  |
|                                          |                                         | Dorotea di Brandeburgo                    | Federico I, principe elettore di Brandeburgo             |  |  |       |  |  |                                            |  |  |                                           |  |
|                                          |                                         | Dorotea di Brandeburgo                    | Elisabetta di Baviera-Landshut                           |  |  |       |  |  |                                            |  |  |                                           |  |
| Caterina di Meclemburgo-Schwerin         |                                         | Dorotea di Brandeburgo                    |                                                          |  |  |       |  |  |                                            |  |  |                                           |  |
|                                          |                                         | Eric II, duca di Pomerania-Wolgast        | Vartislao IX, duca di Pomerania-Wolgast                  |  |  |       |  |  |                                            |  |  |                                           |  |
|                                          |                                         | Eric II, duca di Pomerania-Wolgast        | Vartislao IX, duca di Pomerania-Wolgast                  |  |  |       |  |  |                                            |  |  |                                           |  |
|                                          |                                         | Eric II, duca di Pomerania-Wolgast        | Sofia di Sassonia-Lauenburg                              |  |  |       |  |  |                                            |  |  |                                           |  |
| Sofia di Pomerania-Wolgast               |                                         | Eric II, duca di Pomerania-Wolgast        |                                                          |  |  |       |  |  |                                            |  |  |                                           |  |
|                                          |                                         | Sofia di Pomerania-Stolp                  | Boghislao IX, duca di Pomerania-Stolp                    |  |  |       |  |  |                                            |  |  |                                           |  |
|                                          |                                         | Sofia di Pomerania-Stolp                  | Boghislao IX, duca di Pomerania-Stolp                    |  |  |       |  |  |                                            |  |  |                                           |  |
|                                          |                                         | Sofia di Pomerania-Stolp                  | Maria di Masovia                                         |  |  |       |  |  |                                            |  |  |                                           |  |
|                                          |                                         | Sofia di Pomerania-Stolp                  |                                                          |  |  |       |  |  |                                            |  |  |                                           |  |